# Hermippe le Borgne
Pour les articles homonymes, voir Hermippe.
Hermippe, dit « le Borgne », est un poète athénien de l'ancienne comédie, florissant pendant la guerre du Péloponnèse (seconde moitié du Ve siècle av. J.-C.).

## Biographie
Fils d'un certain Lysis, il est le frère du poète comique Myrtilos. Il est plus vieux qu’Eupolis et Aristophane. Il a été plusieurs fois vainqueur aux Dionysies ou aux Lénéennes. Son activité est assurée entre sa victoire de 435 av. J.-C. et l'année 420/419 av. J.-C. où il présente sa pièce intitulée Les Boulangères. La Souda le crédite de quarante pièces, mais seuls les titres d'une dizaine d'entre elles nous sont parvenus. Il semble apprécier les pièces mythologiques (Les Descendants d'Athéna, Agamemnon, Europe, Les Dieux, Les Cercopes, Les Moires), mais présente également un engagement politique marqué : sa pièce Les Boulangères s'en prend au démagogue Hyperbolos, et il n'hésite pas à critiquer la conduite de la guerre par Périclès. Plutarque affirme qu'Aspasie a été traduite en justice pour impiété par Hermippe. Aspasie due son salut aux prières de Périclès, et aux larmes qu'il répandit devant les juges pendant l'instruction de son procès. La véracité historique de l'anecdote est cependant discutée, peut-être ne s'agit-il que d'une mise en scène d'Hermippe dans une de ses pièces.
Il est également l'auteur de poésies iambiques, les Trimètres et les Tétramètres.

## Œuvres
- Agamemnôn (Agamemnon)
- Athenas gonai (Les Descendants d'Athéna)
- Artopôlides (Les Boulangères)
- Dêmotai (Les Démotes)
- Europa (Europe)
- Theoi (Les Dieux)
- Kérkôpes (Les Cercopes)
- Moirai (Les Moires)
- Stratiôtai (Les Soldats)
- Phormophoroi (Les Porteurs de paniers)